# Rowedota
Genre
Rowedota est un genre d'holothuries (concombres de mer) de la famille des Chiridotidae.

## Liste des genres
Selon World Register of Marine Species (6 février 2015) :
- Rowedota allani (Joshua, 1912) - espèce type
- Rowedota chippiru Yamana, Tanaka & Nakachi, 2017
- Rowedota epiphyka (O'Loughlin in O'Loughlin & VandenSpiegel, 2007)
- Rowedota mira (Cherbonnier, 1988)
- Rowedota motoshimaensis Yamana, Tanaka & Nakachi, 2017
- Rowedota shepherdi (Rowe, 1976) (sud-est de l'Australie)
- Rowedota vivipara (Cherbonnier, 1988)

## Étymologie
Le nom du genre Rowedota a été choisi en l'honneur du Dr Frank W. E. Rowe (d) de l’Australian Museum en reconnaissance de sa contribution à la systématique des échinodermes et son rôle très apprécié comme mentor et collègue.

## Publication originale
- (en) Peter Mark O’Loughlin et Didier VandenSpiegel, « A revision of Antarctic and some Indo-Pacific apodid sea cucumbers (Echinodermata: Holothuroidea: Apodida) », Memoirs of Museum Victoria, Melbourne, Musées du Victoria (d), vol. 67,‎ 14 décembre 2010, p. 61-95 (ISSN 1447-2546 et 1447-2554, DOI 10.24199/J.MMV.2010.67.06, lire en ligne).